# Gouvernement Asō
État du Japon
91e cabinet
(Yasuo Fukuda) 93e cabinet
(Yukio Hatoyama)
Le gouvernement Asō (麻生 内閣, Asō Naikaku) est le 92e cabinet (第92代 内閣, dai-kyū-jū-ni-dai Naikaku) du Japon, nommé le 24 septembre 2008 par le nouveau Premier ministre Tarō Asō et officiellement investi par l'empereur dès le lendemain. Sur les 17 membres de ce cabinet, seulement 5 faisaient déjà partie du précédent gouvernement du Premier ministre Yasuo Fukuda.
À la suite de la défaite du PLD aux élections législatives du 30 août 2009, le gouvernement Asō démissionne le 16 septembre suivant.

## Composition

### Premier ministre
| fonction         | Personnalité | Parti | Faction | Diète        | Circonscription                     |
| ---------------- | ------------ | ----- | ------- | ------------ | ----------------------------------- |
| Premier ministre | Tarō Asō     | PLD   | (Asō)   | Représentant | Préfecture de Fukuoka (8e district) |

### Ministres d'État
Les ministres maintenus à leur poste sont indiqués en gras, et ceux déjà présents dans le précédent gouvernement mais ayant changé d'attribution en italique.

#### Ministres, chefs d'un ministère
| fonction | Personnalité                                                                         | Parti   | Faction        | Diète         | Circonscription                              |
| --- | ------------------------------------------------------------------------------------ | ------- | -------------- | ------------- | -------------------------------------------- |
| Ministre des Affaires intérieures et des Communications également ministre d'État chargé de la Réforme de la décentralisation | Kunio Hatoyama (démission le 12/06/2009) Tsutomu Satō (à partir du 12/06/2009)       | PLD     | Tsushima Koga  | Représentants | Fukuoka (6e district) Tochigi (4e district)  |
| Ministre de la Justice | Eisuke Mori                                                                          | PLD     | Asō            | Représentant  | Chiba (11e district)                         |
| Ministre des Affaires étrangères                                                                                              | Hirofumi Nakasone                                                                    | PLD     | Ibuki          | Conseiller    | Gunma                                        |
| Ministre des Finances également ministre d'État chargé des services financiers                                                | Shōichi Nakagawa (démission le 17/02/2009) Kaoru Yosano (à partir du 17/02/2009)     | PLD     | Ibuki -        | Représentants | Hokkaidō (11e district) Tōkyō (1er district) |
| Ministre de l'Éducation, de la Culture, des Sports, des Sciences et de la Technologie                                         | Ryū Shionoya                                                                         | PLD     | Machimura      | Représentant  | Shizuoka (8e district)                       |
| Ministre de la Santé, du Travail et des Affaires sociales                                                                     | Yōichi Masuzoe                                                                       | PLD     | -              | Conseiller    | Proportionnelle nationale                    |
| Ministre de l'Agriculture, des Forêts et de la Pêche                                                                          | Shigeru Ishiba                                                                       | PLD     | Tsushima       | Représentant  | Tottori (1er district)                       |
| Ministre de l'Économie, du Commerce et de l'Industrie                                                                         | Toshihiro Nikai                                                                      | PLD     | Nikai          | Représentant  | Wakayama (3e district)                       |
| Ministre du Territoire, des Infrastructures et des Transports également ministre au Tourisme                                  | Nariaki Nakayama (démission le 28/09/2008) Kazuyoshi Kaneko (à partir du 29/09/2008) | PLD     | Machimura Koga | Représentants | Miyazaki (1er district) Gifu (4e district)   |
| Ministre de l'Environnement également chargé des Problèmes environnementaux mondiaux                                          | Tetsuo Saitō                                                                         | Kōmeitō | -              | Représentant  | Chūgoku (proportionnelle)                    |
| Ministre de la Défense | Yasukazu Hamada                                                                      | PLD     | -              | Représentant  | Chiba (12e district)                         |

#### Chef du secrétariat et du bureau du Cabinet
| fonction                                                                                      | Personnalité   | Parti | Faction | Diète        | Circonscription         |
| --------------------------------------------------------------------------------------------- | -------------- | ----- | ------- | ------------ | ----------------------- |
| Secrétaire général du Cabinet également ministre d'État chargé de la Question des enlèvements | Takeo Kawamura | PLD   | Ibuki   | Représentant | Yamaguchi (3e district) |

#### Ministres d'État ne dirigeant pas un ministère
| fonction | Personnalité                                                                  | Parti | Faction       | Diète                   | Circonscription                            |
| --- | ----------------------------------------------------------------------------- | ----- | ------------- | ----------------------- | ------------------------------------------ |
| Ministre d'État, Président de la Commission nationale de sécurité publique également chargé d'Okinawa, des Territoires du Nord et de la Gestion des catastrophes | Tsutomu Satō (jusqu'au 02/07/2009) Motoo Hayashi (à partir du 02/07/2009)     | PLD   | Koga Yamasaki | Représentants           | Tochigi (4e district) Chiba (10e district) |
| Ministre d'État pour la Politique économique et fiscale | Kaoru Yosano (jusqu'au 02/07/2009) Yoshimasa Hayashi (à partir du 02/07/2009) | PLD   | - Koga        | Représentant Conseiller | Tōkyō (1er district) Yamaguchi             |
| Ministre d'État pour la Réforme de la règlementation, administrative et du service public                                                                        | Akira Amari                                                                   | PLD   | Yamasaki      | Représentant            | Kanagawa (13e district)                    |
| Ministre d'État pour la Politique scientifique et technologique, la Sécurité alimentaire et la Protection des Consommateurs                                      | Seiko Noda                                                                    | PLD   | -             | Représentante           | Gifu (1er district)                        |
| Ministre d'État pour les Affaires sociales et l'Égalité des sexes                                                                                                | Yūko Obuchi                                                                   | PLD   | Tsushima      | Représentante           | Gunma (5e district)                        |